# Brian Mikkelsen
Brian Mikkelsen (Copenhaguen, 31 de gener de 1966) és un polític danès. Està afiliat al Partit Popular Conservador i és membre del parlament danès des del 21 de setembre de 1994.
Fou Ministre de Cultura danès des del 27 de novembre de 2001 fins al setembre del 2008, ministre de justícia des del setembre del 2008 fins al febrer del 2010 i ministre d'Economia del febrer del 2010 fins a l'octubre del 2011. Fou membre dels dos governs del Primer Ministre Anders Fogh Rasmussen.
Mikkelsen és a més, des de l'any 2002, membre de l'Agència Mundial Antidopatge, fou el vicepresident durant els anys 2004-2006.